# Dicranus schrottkyi
Dicranus schrottkyi là một loài ruồi trong họ Asilidae. Dicranus schrottkyi được Bezzi miêu tả năm 1910.